# Zărneștii de Slănic
Zărneștii de Slănic – wieś w Rumunii, w okręgu Buzău, w gminie Cernătești. W 2011 roku liczyła 1234 mieszkańców.